# Вильягра, Франсиско де
Франси́ско де Вилья́гра Вела́скес (исп. Francisco de Villagra Velázquez; 1511, Сантервас-де-Кампос, Испания — 22 июля 1563, Консепсьон) — испанский конкистадор и губернатор Чили.
Родился в 1511 году в Сантервас-де-Кампос, был сыном А́льваро де Сарри́я и Ани Веласкес де Вильягра, которые не были женаты, поэтому он взял фамилию матери. После прибытия в Америку он отправился в Перу, где вместе с Алонсо де Меса попытался освободить Диего де Альмагро, в то время пленника братьев Писарро, однако этот заговор был раскрыт, и только по личному приказу Эрнандо Писарро ему было сохранена жизнь.
Вместе с Педро де Вальдивия Франсиско де Вильягра принял участие в завоевании Чили. В 1541 году присутствовал при основании Сантьяго, занимал различные посты в городском правительстве, в сентябре того же года принимал участие в обороне города от нападения касика Мичималонко.
В 1548 году, когда Педро де Вальдивия отправился в Перу за подкреплениями, он оставил вместо себя Франсиско де Вильягра в качестве лейтенант-губернатора. Вскоре после этого был раскрыт заговор Перо Санчеса де ла Хоса, который ранее уже пытался захватить власть, но был прощён Вальдивией из-за возможного влияния при королевском дворе. Вильягра не был столь мягкосердечен, и казнил де ла Хоса, не дав тому даже времени оправдаться. Эта казнь вызвала проблемы у Вальдивии, против которого было начато расследование, но он их преодолел, а вице-король назначил его губернатором. В 1551 году Вильягра был отправлен в Перу, чтобы набрать людей для участия в кампании против мапуче.
25 декабря 1553 года Педро де Вальдивия погиб в сражении при Тукапеле. В завещании, вскрытом после его смерти, в качестве его преемника на посту губернатора Чили на первом месте был указан Херонимо де Альдерете, на втором — Франсиско де Агирре, на третьем — Франсиско де Вильягра. Альдерете в это время находился в Испании, Агирре — завоёвывал Тукуман, поэтому южные города провозгласили губернатором Вильягру; в Сантьяго же, где про завещании Вальдивии было неизвестно, губернатором провозгласил себя Родриго де Кирога. Вильягра попытался подавить восстание аборигенов, возглавленное Лаутаро, но потерпел сокрушительное поражение в сражении при Мариуэньу, где потерял половину солдат убитыми и в результате не смог предотвратить разрушение Консепсьона. По возвращении в Сантьяго он вынудил Кирогу оставить пост.
Агирре, узнав о смерди Вальдивии, немедленно вернулся в Ла-Серену, где его друзья приветствовали его как губернатора Чили. Он сообщил о своём губернаторстве в Сантьяго, добавив, что находящиеся под его командованием войска готовы защитить его пост, занятый им на основе завещания Вальдивии. Однако городской совет Сантьяго отказался признать его права, и разоружил контингент, присланный с доставившим сообщением братом Агирре Эрнандо. Конфликт был разрешён после петиции, посланной в Королевскую аудиенсию Лимы, которая постановила, что совет должен подчиниться на шесть месяцев, после которых вице-король Андрес Уртадо де Мендоса назначит нового губернатора. Если срок пройдёт, а губернатора ещё не будет, то губернатором останется Вильягра, командующий южной армией. Агирре не хотел подчиняться распоряжению, но в случае конфронтации с Вильягрой находящиеся в его распоряжении силы слишком уступали бы противной стороне, поэтому ему пришлось нехотя покориться.
Тем временем Арауканская война продолжалась. Педро де Вильягра остановил наступление Лаутаро на Сантьяго в сражении при Петероа, после чего губернатор отправился с войсками на юг и убил Лаутаро в сражении при Матакито.
Вскоре после этого прибыл назначенный вице-королём новый губернатор — его сын Гарсия Уртадо де Мендоса, который первым делом взял под стражу как Вильягру, так и Агирре. Суд в Лиме вынес решение в пользу Вильягры.
Впоследствии король назначил Вильягру преемником Уртадо де Мендосы на посту губернатора Чили, и он вступил в должность в 1561 году. Его губернаторство началось с несчастий, так как корабль, на котором он прибыл, привёз в Чили оспу, не только опустошившую Вальпараисо и Сантьяго, но и сократившую численность мапуче на 20-25 %. В начале своего правления Вильягра упорядочил работу на шахтах и отменил энкомьенды, розданные Уртадо де Мендосой своим друзьям и компаньонам. Затем он организовал новую экспедицию против мапуче, но из-за травм, полученных в прежние годы, быстро заболел, а гибель сына ещё более ухудшила его душевное и физическое состояние. 22 июля 1563 года он скончался в Консепсьоне.